# カナジン
カナジン(canadine)はCorydalis cava(L.)が含有するプロトベルベリン アルカロイドの一つ。カルシウムチャネル阻害作用を持つ。

## 註・出典
1. ↑  中央ヨーロッパおよび北アフリカに分布し、19世紀のヨーロッパで使用された薬用植物。英名はHollow root ないしはRound Birthwort。ケシ科に属し、プロトベルベリン以外の多様なアルカロイドを含有する。
2. ↑  1744. Canadine, "Merck Index", 13th Ed., Merck & Co.Inc., p.290.